# HD 184574
HD 184574，又名BD-12 5461，SAO 162797、HR 7433，是一颗恒星，视星等为6.27，位于銀經26.77，銀緯-15.26，其B1900.0坐标为赤經19h 29m 59.2s，赤緯-12° -15.26′ 18″。